# Vorstendom Kastrioti
Het vorstendom Kastrioti (Albanees: Principata e Kastriotëve) (1389-1444) was een in de late middeleeuwen gesticht Albanees vorstendom van edelman Pal Kastrioti in het noord-centrale gebied van Albanië die over het gebied regeerde tot 1407 waarna zijn zoon Gjon Kastrioti het vorstendom uitbreidde naar westelijke gebieden in het huidige Kosovo en Noord-Macedonië. Later zou de Albanese volksheld Skanderbeg zijn vader Gjon opvolgen. Het vorstendom was de basis van de Liga van Lezhë, dat werd gesticht in 1444.

## Geschiedenis
Stamvader Konstantin Kastrioti-Mazreku was heerser in gebieden van het huidige Mat en Dibër in centraal-Albanië. De heerschappijen hierna werden opgevolgd door zoon Pal Kastrioti en verder uitgebreid door landsheer Gjon Kastrioti. Tijdens de Ottomaanse expansie naar de Balkan kwam Gjon Kastrioti samen met andere Albanese heersers in opstand, maar die werden al snel neergeslagen door de Ottomanen waarna Gjon omstreeks het jaar 1430 een vazal werd van de Ottomanen en zich van de oosters-orthodoxe kerk naar de islam bekeerde. Zijn zoon Gjergj Kastrioti werd als kind gegijzeld om te dienen in het Ottomaanse leger.
Na de Slag bij Niš verliet Gjergj Kastrioti het Ottomaanse leger en om te vechten voor zijn vaderland Albanië. Skanderbeg verliet de islam en bekeerde zich tot het christendom (de rooms-katholieke kerk). Via een vervalste brief aan de gouverneur van Krujë, waar Skanderbeg zich voordeed als sultan Murat II, verkreeg Skanderbeg heerschappij over Krujë en de nabij gelegen plaatsen. Hierna nodigde hij op 2 maart 1444 in Lezhë alle Albanese edelen uit om zich verenigen tot de Liga van Lezhë. Gjergj Kastrioti werd gekroond tot vorst van Albanië waarna de Liga 25 van de 24 veldslagen won tegen het Ottomaanse Rijk. Na de dood van Gjergj Kastrioti in 1468 werd de Albanese tegenstand minder en viel de Liga in 1479 onder de opvolger Lekë Dukagjini.

## Landsheren
- Pal Kastrioti (1389–1407)
- Gjon Kastrioti (1407–1437)
- Gjergj Kastrioti (1443–1468) (stichtte in 1444 de Liga van Lezhë)

## Kaarten

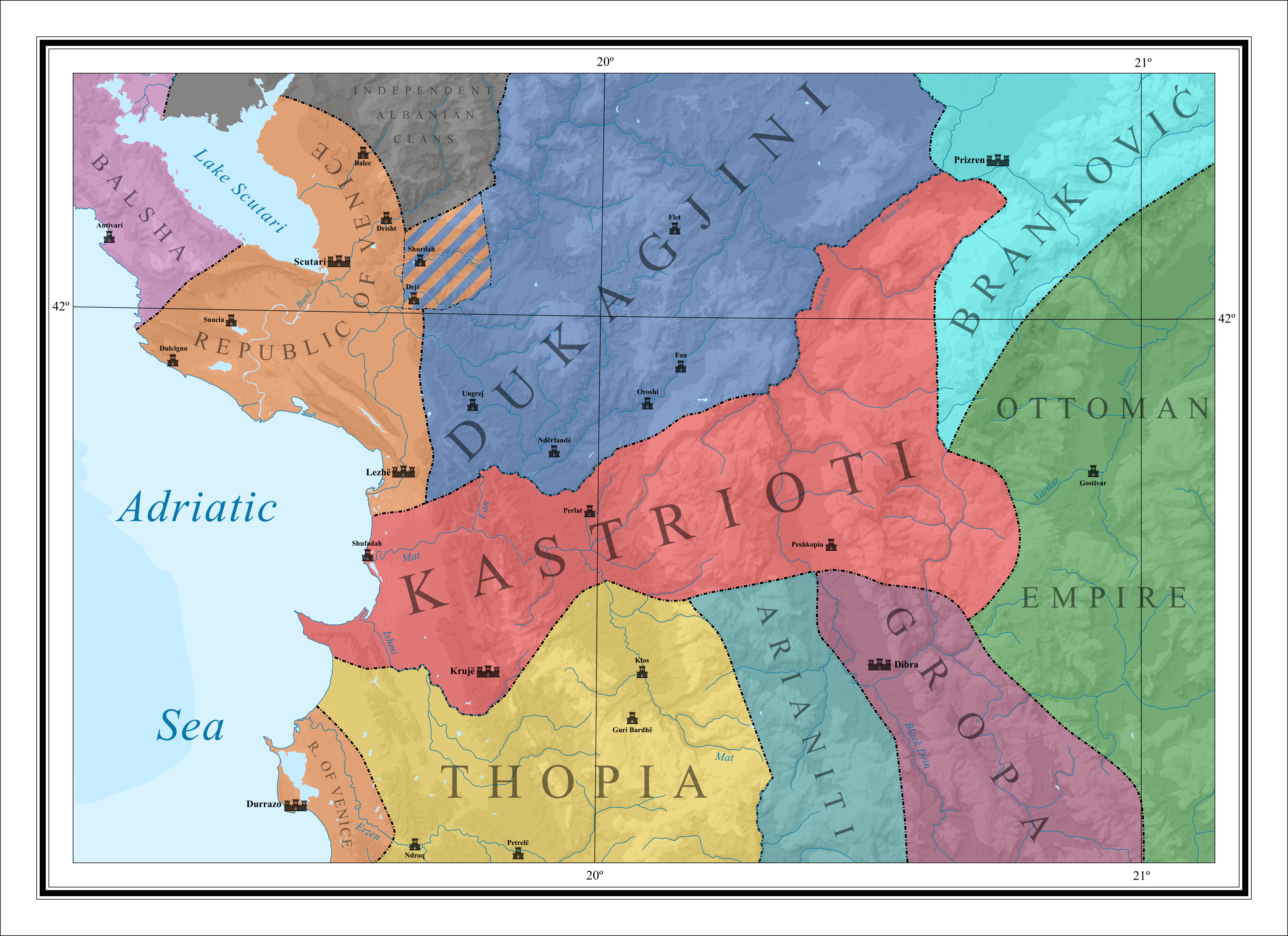
1420
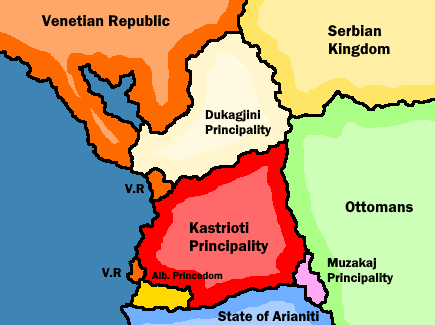
15e eeuw